# 加賀美シュナ
加賀美 シュナ（かがみ しゅな、1995年1月20日 - ）は、日本のAV女優。ツートッププロ所属。

## 略歴・人物
2014年にデビューした、華奢で貧乳の小柄なロリ系AV女優。

## 出演作品

### アダルトDVD

#### 2014年
- 異国から売られてきた少女 ミントちゃん 1●才 推定147cm（2月17日、思春期.com）
- 匠のアングル! マ○コどUPオナニー（2月20日、グローリークエスト）他出演:西田琴音、武藤つぐみ、土屋あさみ、久保田愛梨
- 嫁の連れ子がドストライク ゆう147cm（3月1日、ミニマム）
- 生まれてこのかた女性に縁がなく一度もモテたことがないこの俺が突然6人姉妹の父親に!（5月10日、アイエナジー）[要出典]
- 従順ジュニアペットちゃん。ぶっかけ輪姦撮影しちゃいました。by.ほわい（5月23日、First Star）
- 「日焼けあとを軽減します」 思春期の小さな女の子を狙うワレメ強制開発エステ。（6月1日、ミニマム）共演:小西まりえ、夢咲りぼん[要出典]
- ヤバロリ!少女は義父の子作りオナホール 「私、危険日には必ずパパに中出しされていました…」（6月1日、ジェントルマン）[要出典]
- 炉利物語 介護をしてくれる健気な孫娘 60歳差の近親相姦 罪と絶頂に堕ちてゆく（6月19日、バンビーナ・IF）
- ちぃーちゃい女●はヒワイなダッチワイフ（6月27日、First Star）
- 合宿中に犯された、ひやけあとがまぶしいJK陸上部員（7月1日、MUTTURi）共演:初芽里奈、篠宮ゆり ほか[要出典]
- 地元かくれんぼ団地女●みーつけた（7月11日、First Star）[要出典]
- 未発育ロリ専科 特殊レズ浴場（7月13日、マルクス兄弟）他出演:桃原まみか、阿部乃みく ほか
- 悪戯をされた8人の幼●（7月13日、思春期.com）他出演:篠宮ゆり、青井いちご、初芽里奈、久保田愛梨、萌雨らめ、武藤つぐみ ほか[要出典]
- 極悪教師の教室レイプ盗撮（7月25日、シエスタ）他出演:阿部乃みく、高槻ルナ、桃原まみか
- 親には内緒の妹近親相姦旅行 ゆう1●才（7月25日、I.B.WORKS）※「ゆう」名義
- キャンプ場で引率のボランティアスタッフに野外レイプされる小○生（7月25日、I.B.WORKS）他出演:森川涼花
- ロリマン痴女と長身女教師（8月1日、U&K）共演:久保田愛梨、美咲玲
- 人里離れたリゾート施設に宿泊していた日焼けがまぶしい修学旅行生たち。【完全無毛】（8月1日、ミニマム）共演:愛須心亜、小西まりえ、青井いちご、土屋あさみ[要出典]
- 美少女の監禁飼育ビデオ 9（8月1日、プラネットプラス）
- 同じマンションに住む小さい女の子に媚薬を塗り込んだチ○ポで即イラマ。結果、ねば〜っと糸引くえずき汁まみれのイキ顔で淫乱化。2（8月7日、ナチュラルハイ）他出演:一之瀬すず、高槻ルナ、阿部乃みく[要出典]
- 全身びしょ濡れ!! ノーブラ乳首モロ透けパイスラにフル勃起!!! 「私、おっぱい無いから大丈夫だよ!」と油断してノーブラで近所まで出かけた娘（高校生）の友達。しかし、突然のゲリラ豪雨が!!全身びしょ濡れでノーブラパイスラ乳首がモロ透け状態!そんな彼女の姿を見た私は「早く温まりなさい。」と優しい振りをして眠剤を盛ったお茶で眠らせ ウブな体を堪能!!さらに媚薬を飲ませて発狂するほどにハメまくってヤリました!（8月7日、アパッチ）他出演:夏目優希、瀧川花音、百田まゆか ほか[要出典]
- ジャージ女子●生（8月12日、プレステージ）共演:桃原まみか、桜川かなこ ほか[要出典]
- 海色ロリータ日焼けあと プライベートビーチ乱交。〜大人と少女の無垢無垢アイランド〜（8月19日、幼獄LiTE）共演:小川めるる、辻井ゆう[要出典]
- ド田舎の海辺で無垢な小○生に悪戯してそのまま近くの海辺で乱交しちゃいました。（8月19日、キチックス）共演:青井いちご、辻井ゆう ほか[要出典]
- 夏休み親子痴漢 〜お父さんの知らぬ間に、キャンプ場、温泉旅館、動物園で狙われた母娘〜（8月21日、ナチュラルハイ）他出演:本庄優花、武藤つぐみ ほか[要出典]
- オムツ少女（8月22日、シエスタ）他出演:高槻ルナ、桃原まみか
- 家族旅行を装って…子●達と南の島へ秘密旅inグアム（8月22日、First Star）共演:青井いちご ほか[要出典]
- 肉壷（俺専用） ヤバロリつるぺた少女（8月25日、ラマ）
- 何も知らない女の子のアダルト記録 シュナちゃん（9月1日、プラネットプラス）
- 小さなワレメの小さい子が通う ろりえすて 〜ワレメ拡張デカチンマッサージ〜（9月6日、ROCKET）共演:臼井あいみ、初芽里奈
- THE強姦島 全裸貧乳少女・廃墟放牧サバイバルレイプ（9月19日、キチックス）共演:青井いちご、辻井ゆう ほか[要出典]
- 貧乳に悩む妹と包茎に悩む兄が思い切ってナイショの性相談! ため息ばかりの兄妹が悩みを告白しあったのだがお互いが「なんだそんなことか」とバカにしあい遂には兄妹喧嘩。「私のほうが深刻なんだから!」と確認しあうことになり、包茎チ○ポと貧乳おっぱいを見せ合うことに。小さい頃と変わらない妹の貧乳にまさかの勃起!ヤバいと思い隠そうとしたのだが、妹は妹で僕の勃起した包茎チ○ポで発情!そして…（9月25日、Hunter）他出演:一之瀬すず、川村まや、南梨央奈 ほか[要出典]
- マスターベーションインストラクション 3 -Schoolgirl JOI- あなたに語りかける淫語と焦らしストリップでオナ指示 美少女JKスペシャル（9月25日、ROCKET）他出演:篠宮ゆり、一之瀬すず、佳苗るか、臼井あいみ、初芽里奈
- SUPER JUICY はま KURI 栗 〜美少女戦士拷問哀歌〜 第十二幕（9月25日、BabyEntertainment）
- 放課後の教室でロリビッチたちに飼われる僕（9月25日、アマチュアインディーズ）共演:小西まりえ、篠宮ゆり、有本紗世
- JKニーソ倶楽部（9月26日、シエスタ）他出演:阿部乃みく、高槻ルナ、辻井ゆう、穂高あゆみ
- 女子校生逃走レイプ（9月26日、青空ソフト）他出演:吉川いと ほか
- ロリータ 中出し20連発（10月9日、アイエナジー）
- 未熟なロリ体型少女 2 パイパンワレメに中出し（10月12日、ケートライブ）
- いいなり従順ペットちゃん 海辺で遊ぶパイパン田舎娘をナンパしてそのまま乱交しちゃいました。（10月19日、幼獄LiTE）共演:辻井ゆう、青井いちご
- 本物ロリパンツ履いた●学生ファッションの女の子をねぶり尽くす（10月19日、ラマCOS）
- 隣の家のセックスを見て!発情した日焼け3姉妹に「私も入れて」とおねだりされて4連続セックス（10月23日、ナチュラルハイ）共演:篠宮ゆり、愛葉るりか[要出典]
- 妹にフェラを教えたら毎日しゃぶりたがるようになった。（10月24日、I.B.WORKS）他出演:篠宮ゆり、葵こはる、愛須心亜、夏海いく ほか[要出典]
- いいなり露出温泉（10月24日、First Star）
- 淫行ビデオ 9 狂った父と兄の性処理道具になった娘…（11月1日、プラネットプラス）
- 夏休み パイパン日焼け少女ナンパ 読者モデルのスカウトと称しスタジオ撮影&日焼けチェック!（11月7日、TMA）他出演:臼井あいみ、宮崎夏帆 ほか[要出典]
- ちっちゃいつるぺったんと子作り新婚生活（11月8日、アイエナジー）
- もしも加賀美シュナが僕のラブドールだったら… 完全無抵抗なロリ人形を毎日毎日ヤリまくる（11月16日、ケートライブ）
- 葛飾共同区営団地 日焼け少女わいせつ映像（11月21日、I.B.WORKS）[要出典]
- 羞恥! 水泳教室に通う●学生のスクール水着が水に溶けて10人全員素っ裸!! プールに入った瞬間、スク水が溶けて突然の全裸露出! まだ毛も生え揃わないツルペタ女子は大人の男たちの下品な視線に犯される! 全編完全撮り下ろし 2枚組8時間10セックス!!（12月6日、サディスティックヴィレッジ）共演:小西まりえ ほか[要出典]
- 連れ子がやっぱりドストライク ゆう147cm 秘密の温泉旅行。（12月12日、ミニマム）※「ゆう」名義[要出典]
- 妹淫行 妹は貧乳×パイパンの性欲ペット（12月14日、ケートライブ）
- パイパン湯女 天然無毛少女 生ハメ温泉旅行（12月19日、キチックス）
- 田舎のお嬢様学校の女子高生をさらってレイプ、射精直前に｢お前より可愛い娘を今すぐ電話で呼ばないと中出しするぞ｣と脅して友達を連れてこさせてその娘もレイプ、そして結局全員にナマ中出し! 2（12月20日、サディスティックヴィレッジ）[要出典]

#### 2015年
- 仲良し幼馴染。ダブル無毛。しゅなみづき。（1月1日、ミニマム）共演:井上みづき[要出典]
- 悶絶初アクメと中出しの記録 28（1月1日、プラネットプラス）
- マジヤバ! ジュニアアイドルつるぺたちゅぱぺろオーディション ギョーカイでひっそり行われるテイスティングと呼ばれる極秘ハレンチ儀式!（1月7日、ゴールデンタイム）
- 修学旅行生×えっちな課外授業 1本のデカちんを友達3人でキツキツちびマンにハメ比べちんちん研究 友達みんなで初めてのなかよし絶頂セックス♥（1月8日、SODクリエイト）[要出典]
- キャンプファイアーにこっそり催淫媚薬を投入したら、あっちこっちで大乱交SEX 林間学校で輪姦の和 林間学校に参加したJK10名（1月8日、サディスティックヴィレッジ）共演:小西まりえ ほか[要出典]
- 女先輩にHの練習だからとお願いしまくって素股してたら「あっ!生で入っちゃった!」 気持ち良いからそのまま中出し 2（1月15日、ロータス）他出演:夏芽ひなた、舞園かりん、夏海いく
- 娘と淫行 ロリ体型の娘の裸遊戯 父と娘の背徳禁断セックス実録（1月18日、ケートライブ）
- 異国から売られてきた少女 ミント再び 1●才 推定147cm（2月17日、思春期.com）※「ミント」名義[要出典]
- 加賀美シュナちゃん ふぁーすとすたープレミアムベスト 8時間（1月23日、First Star）※総集編
- 小さな子たちにやりたい放題。いたずら大好き 透明人間 【校内完全無毛】（2月1日、ミニマム）共演:南梨央奈、愛須心亜、小西まりえ[要出典]
- 姪っ子姉妹〜帰省した7日間のしゅなとゆいの記録〜（3月27日、I.B.WORK）共演:早乙女ゆい